# Bulbophyllum viguieri
Bulbophyllum viguieri là một loài phong lan thuộc chi Bulbophyllum.